# 城市峡湾 (霍达兰郡)
城市峡湾（挪威语: Byfjorden；/byːfjɔrn/）是挪威霍达兰郡的一个峡湾，长15公里，将阿斯克沃伊岛（Askøy）与卑尔根半岛分开。城市峡湾的西部入口介于卑尔根的拉克瑟沃格区（Laksevåg）的Drotningsvik村与阿斯克沃伊岛的马里克Marikoven村之间；而北部入口介于阿斯克沃伊岛的阿斯克村与卑尔根Åsane区的Mjølkeråen之间。在北端，它连接Salhusfjorden和Herdlefjorden两个峡湾。阿斯克沃伊大桥穿越峡湾的最西端。
城市峡湾的命名是因为它是进出卑尔根市的交通路线，非常重要。